# Coupe d'Afrique des nations de football 2013
Navigation
Gabon-Guinée équatoriale 2012 Guinée équatoriale 2015

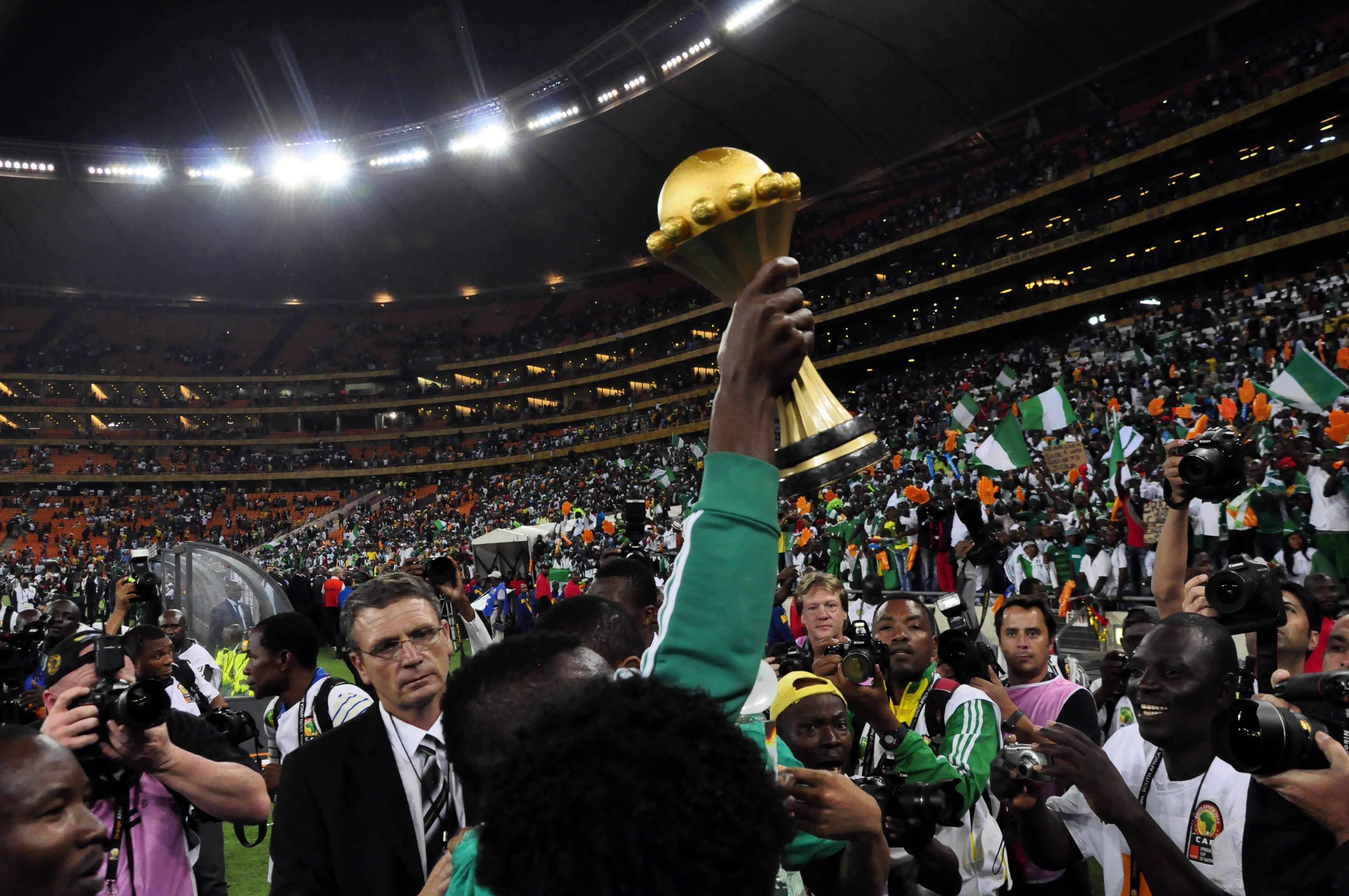
Remise de la coupe à l'équipe du Nigeria le 10 février 2013.

La Coupe d'Afrique des nations de football 2013 est la 29e édition de la Coupe d'Afrique des nations de football, compétition organisée par la Confédération africaine de football et rassemblant les meilleures équipes masculines africaines. Elle se déroule en Afrique du Sud du 19 janvier au 10 février 2013. 
Initialement prévue en 2014, elle est avancée d'une année (2013) afin de fixer le calendrier du tournoi sur les années impaires. La décision est prise lors de la réunion du comité exécutif de la Confédération africaine de football les 14 et 15 mai 2010,.

## Désignation du pays organisateur
Les candidatures des CAN-2010, 2012 et 2013 ont été choisies par la CAF au même moment ; la présélection était la même pour les trois éditions. 
- Angola
- Gabon & Guinée équatoriale
- Libye

L'Angola a été choisi pour organiser la CAN 2010, la candidature conjointe du Gabon et de la Guinée équatoriale pour la CAN 2012, et la Libye aurait dû organiser l'édition 2013. 
La CAF a retiré l'organisation du tournoi à la Libye à cause de la révolte libyenne et de l'intervention militaire internationale qui touche le pays depuis le début de l'année 2011. Pour remplacer la Libye, c'est l'Afrique du Sud, désignée pour organiser l'édition 2017, qui a été désigné organisatrice de cette Coupe d'Afrique des nations 2013. En échange, la Libye se voit attribuer l'organisation du tournoi 2017, édition qui devait être organisée par l'Afrique du Sud. Finalement la Libye se désistera définitivement en 2014 et il ne sera plus question de tournoi en Libye.

## Qualifications
En raison du déplacement des coupes d'Afrique des nations dans les années impaires qui voit cette édition anticipée en 2013, les qualifications  sont simplifiées et s'effectuent sur deux tours par élimination directe en matchs aller-retour.
Les équipes non qualifiées pour la CAN 2012 s'affrontent au premier tour, ce qui permet d'écarter 15 équipes. Les équipes ayant participé à la CAN 2012 entrent en lice seulement au second tour.
Le Cap-Vert parvient à se qualifier pour la première phase finale de son histoire, après avoir éliminé le Cameroun (2-0, 1-2). Un autre retour attendu est celui de l'équipe d'Éthiopie, qui dispute ainsi son dixième tournoi continental trente-et-un ans après sa dernière apparition. Parmi les grands absents pour cette édition sud-africaine, outre le Cameroun, quadruple vainqueur, on note aussi la contre-performance du recordman des victoires, l'Égypte, qui manque sa deuxième CAN consécutive après son élimination dès le premier tour qualificatif par la République centrafricaine. D'autres anciens vainqueurs manquent le grand rendez-vous continental : le Soudan, titré en 1970 et quart-finaliste de la dernière édition et le Congo, vainqueur en 1972.
En tout, neuf des seize sélections présentes lors de la CAN 2012 sont présentes en Afrique du Sud.

### Qualifiés
| Pays           | Qualification                                              | Date            | Participations |
| -------------- | ---------------------------------------------------------- | --------------- | --- |
| Afrique du Sud | D'office (pays organisateur)                               | 25 août 2011    | 7 (1996, 1998, 2000, 2002, 2004, 2006, 2008)                                                                          |
| Ghana          | Vainqueur du Malawi au deuxième tour                       | 13 octobre 2012 | 18 (1963, 1965, 1968, 1970, 1978, 1982, 1984, 1992, 1994, 1996, 1998, 2000, 2002, 2006, 2008, 2010, 2012)             |
| Mali           | Vainqueur du Botswana au deuxième tour                     | 13 octobre 2012 | 7 (1972, 1994, 2002, 2004, 2008, 2010, 2012)                                                                          |
| Zambie         | Vainqueur de l'Ouganda au deuxième tour                    | 13 octobre 2012 | 15 (1974, 1978, 1982, 1986, 1990, 1992, 1994, 1996, 1998, 2000, 2002, 2006, 2008, 2010, 2012)                         |
| Maroc          | Vainqueur du Mozambique au deuxième tour                   | 13 octobre 2012 | 14 (1972, 1976, 1978, 1980, 1986, 1988, 1992, 1998, 2000, 2002, 2004, 2006, 2008, 2012)                               |
| Tunisie        | Vainqueur du Sierra Leone au deuxième tour                 | 13 octobre 2012 | 15 (1962, 1963, 1965, 1978, 1982, 1994, 1996, 1998, 2000, 2002, 2004, 2006, 2008, 2010, 2012)                         |
| Nigeria        | Vainqueur du Liberia au deuxième tour                      | 13 octobre 2012 | 16 (1963, 1976, 1978, 1980, 1982, 1984, 1988, 1990, 1992, 1994, 2000, 2002, 2004, 2006, 2008, 2010)                   |
| Côte d'Ivoire  | Vainqueur du Sénégal au deuxième tour                      | 13 octobre 2012 | 19 (1965, 1968, 1970, 1974, 1980, 1984, 1986, 1988, 1990, 1992, 1994, 1996, 1998, 2000, 2002, 2006, 2008, 2010, 2012) |
| Éthiopie       | Vainqueur du Soudan au deuxième tour                       | 14 octobre 2012 | 9 (1957, 1959, 1962, 1963, 1965, 1968, 1970, 1976, 1982)                                                              |
| Cap-Vert       | Vainqueur du Cameroun au deuxième tour                     | 14 octobre 2012 | 0 |
| Angola         | Vainqueur du Zimbabwe au deuxième tour                     | 14 octobre 2012 | 6 (1996, 1998, 2006, 2008, 2010, 2012)                                                                                |
| Niger          | Vainqueur de la Guinée au deuxième tour                    | 14 octobre 2012 | 1 (2012) |
| Togo           | Vainqueur du Gabon au deuxième tour                        | 14 octobre 2012 | 7 (1972, 1984, 1998, 2000, 2002, 2006, 2010)                                                                          |
| RD Congo       | Vainqueur de la Guinée équatoriale au deuxième tour        | 14 octobre 2012 | 15 (1965, 1968, 1970, 1972, 1974, 1976, 1988, 1992, 1994, 1996, 1998, 2000, 2002, 2004, 2006)                         |
| Burkina Faso   | Vainqueur de la République centrafricaine au deuxième tour | 14 octobre 2012 | 8 (1978, 1996, 1998, 2000, 2002, 2004, 2010, 2012)                                                                    |
| Algérie        | Vainqueur de la Libye au deuxième tour                     | 14 octobre 2012 | 14 (1968, 1980, 1982, 1984, 1986, 1988, 1990, 1992, 1996, 1998, 2000, 2002, 2004, 2010)                               |

Les éditions où le pays remporte le titre figurent en gras.

## Stades
Les cinq stades retenus par la fédération sud-africaine de football ont également servi lors de la Coupe du monde 2010. 
Ces stades seront : 
| Johannesbourg                                           | \| Carte de l’Afrique du Sud Durban Rustenburg Johannesburg Port Elizabeth Nelspruit \| | Nelspruit                                  |
| ------------------------------------------------------- | --------------------------------------------------------------------------------------- | ------------------------------------------ |
| Soccer City Capacité : 94 700                           | \| Carte de l’Afrique du Sud Durban Rustenburg Johannesburg Port Elizabeth Nelspruit \| | Mbombela Stadium Capacité : 43 589         |
| L'intérieur du stade Soccer City.                       | \| Carte de l’Afrique du Sud Durban Rustenburg Johannesburg Port Elizabeth Nelspruit \| | L'intérieur du stade Mbombela à Nelspruit. |
| Port Elizabeth                                          | Rustenburg                                                                              | Durban                                     |
| Nelson Mandela Bay Stadium Capacité : 46 082            | Royal Bafokeng Stadium Capacité : 44 530                                                | Moses Mabhida Stadium Capacité : 69 957    |
| Nelson Mandela Bay Stadium.                             | Royal Bafokeng Stadium.                                                                 |                                            |
| Durban Rustenburg Johannesburg Port Elizabeth Nelspruit |                                                                                         |                                            |

### Tirage au sort
Le tirage au sort de l'édition 2013 de la Coupe d'Afrique des nations de football (CAN), organisée par l'Afrique du Sud, a eu lieu le 24 octobre à Durban. La détermination des quatre chapeaux utilisés pour le tirage au sort est déterminé par le résultat de chacun des participants lors des trois dernières éditions. Les points octroyés pour une compétition sont :
| Classement       | Points   |
| ---------------- | -------- |
| Vainqueur        | 7 points |
| Finaliste        | 5 points |
| Demi-finaliste   | 3 points |
| Quarts de finale | 2 points |
| 1er tour         | 1 point  |

- Pour la Coupe d'Afrique des nations de football 2012 les points sont multipliés par trois.
- Pour la Coupe d'Afrique des nations de football 2010 les points sont multipliés par deux.
- Pour la Coupe d'Afrique des nations de football 2008 les points sont multipliés par un.

Les chapeaux sont les suivants :
| Chapeau 1                                                                                         | Chapeau 2                                                                 | Chapeau 3                                                                    | Chapeau 4                                                                   |
| ------------------------------------------------------------------------------------------------- | ------------------------------------------------------------------------- | ---------------------------------------------------------------------------- | --------------------------------------------------------------------------- |
| Afrique du Sud (Pays organisateur) Zambie (26 points) Côte d'Ivoire (22 points) Ghana (22 points) | Mali (12 points) Tunisie (10 points) Angola (9 points) Nigeria (8 points) | Algérie (6 points) Burkina Faso (5 points) Maroc (4 points) Niger (3 points) | Togo (2 points) RD Congo (0 points) Éthiopie (0 points) Cap-Vert (0 points) |

## Groupes
Voici la liste des groupes à la suite du tirage au sort du 24 octobre 2012.
| Groupe A                                                 | Groupe B                  | Groupe C                             | Groupe D                           |
| -------------------------------------------------------- | ------------------------- | ------------------------------------ | ---------------------------------- |
| Afrique du Sud (Pays organisateur) Angola Maroc Cap-Vert | Ghana Mali Niger RD Congo | Zambie Nigeria Burkina Faso Éthiopie | Côte d'Ivoire Tunisie Algérie Togo |

### Règlement
En cas d’égalité de points entre deux équipes ou plus, au terme des matches de
groupe, les équipes sont départagées selon les critères successifs suivants  :
- le plus grand nombre de points obtenus lors des rencontres entre les équipes en question
- la meilleure différence de buts lors des rencontres entre les équipes en question
- le plus grand nombre de buts marqués dans les matchs de groupe entre les équipes concernées
- la différence de buts sur l’ensemble des parties disputées dans le groupe
- le plus grand nombre de buts marqués sur l’ensemble des matches du groupe
- le classement fair-play
- un tirage au sort effectué par la CAF

### Groupe A
| Rang | Équipe         | Pts | J | G | N | P | Bp | Bc | Diff |
| ---- | -------------- | --- | - | - | - | - | -- | -- | ---- |
| 1    | Afrique du Sud | 5   | 3 | 1 | 2 | 0 | 4  | 2  | +2   |
| 2    | Cap-Vert       | 5   | 3 | 1 | 2 | 0 | 3  | 2  | +1   |
| 3    | Maroc          | 3   | 3 | 0 | 3 | 0 | 3  | 3  | 0    |
| 4    | Angola         | 1   | 3 | 0 | 1 | 2 | 1  | 4  | -3   |

La première journée est ponctuée de nuls sans but, entre le pays hôte et les néophytes capverdiens, et entre angolais et marocains. Lors de la deuxième journée, l'Afrique du Sud s'impose face à l'Angola tandis que le Maroc concède un nouveau nul (avec des buts cette fois) contre le Cap-Vert. Lors de la troisième journée, les Lions de l'Atlas concèdent un troisième nul et sont éliminés sans aucune défaite. Eux aussi invaincus dans leur poule, les hôtes et les néophytes accèdent aux quarts de finale, après la victoire de ces derniers sur les organisateurs de la CAN 2010 dans une confrontation 100 % lusophone.
1re journée
| 19 janvier 2013 | Afrique du Sud | 0 - 0   | Cap-Vert | FNB Stadium, Johannesbourg                       |                                                  |
| 18:00 UTC+2     |                | (0 - 0) |          | Spectateurs : 63 450 Arbitrage : Djamel Haimoudi | Spectateurs : 63 450 Arbitrage : Djamel Haimoudi |
| 18:00 UTC+2     | Rapport        |         |          | Spectateurs : 63 450 Arbitrage : Djamel Haimoudi | Spectateurs : 63 450 Arbitrage : Djamel Haimoudi |

| 19 janvier 2013 | Angola  | 0 - 0   | Maroc | FNB Stadium, Johannesbourg                    |                                               |
| 21:00 UTC+2     |         | (0 - 0) |       | Spectateurs : 4 600 Arbitrage : Badara Diatta | Spectateurs : 4 600 Arbitrage : Badara Diatta |
| 21:00 UTC+2     | Rapport |         |       | Spectateurs : 4 600 Arbitrage : Badara Diatta | Spectateurs : 4 600 Arbitrage : Badara Diatta |

2e journée
| 23 janvier 2013 | Afrique du Sud            | 2 - 0   | Angola | Stade Moses-Mabhida, Durban                      |                                                  |
| 17:00 UTC+2     | Sangweni 30e · Majoro 62e | (1 - 0) |        | Spectateurs : 45 890 Arbitrage : Koman Coulibaly | Spectateurs : 45 890 Arbitrage : Koman Coulibaly |
| 17:00 UTC+2     | Rapport                   |         |        | Spectateurs : 45 890 Arbitrage : Koman Coulibaly | Spectateurs : 45 890 Arbitrage : Koman Coulibaly |

| 23 janvier 2013 | Maroc                   | 1 - 1   | Cap-Vert              | Stade Moses-Mabhida, Durban                    |                                                |
| 20:00 UTC+2     | ( Barrada) El-Arabi 78e | (0 - 1) | Platini 36e (Mendes ) | Spectateurs : 15 470 Arbitrage : Janny Sikazwe | Spectateurs : 15 470 Arbitrage : Janny Sikazwe |
| 20:00 UTC+2     | Rapport                 |         |                       | Spectateurs : 15 470 Arbitrage : Janny Sikazwe | Spectateurs : 15 470 Arbitrage : Janny Sikazwe |

3e journée
| 27 janvier 2013 | Maroc                     | 2 - 2   | Afrique du Sud              | Stade Moses-Mabhida, Durban                     |                                                 |
| 19:00 UTC+2     | El Adoua 10e · Hafidi 82e | (1 - 0) | Mahlangu 71e · Sangweni 86e | Spectateurs : 70 000 Arbitrage : Bakary Gassama | Spectateurs : 70 000 Arbitrage : Bakary Gassama |
| 19:00 UTC+2     | Rapport                   |         |                             | Spectateurs : 70 000 Arbitrage : Bakary Gassama | Spectateurs : 70 000 Arbitrage : Bakary Gassama |

| 27 janvier 2013 | Cap-Vert                     | 2 - 1   | Angola          | Stade de Nelson Mandela Bay, Port Elizabeth  |                                              |
| 19:00 UTC+2     | F. Varela 81e · Héldon 90+1e | (0 - 1) | Nando 33e (csc) | Spectateurs : 2 600 Arbitrage : Selim Jedidi | Spectateurs : 2 600 Arbitrage : Selim Jedidi |
| 19:00 UTC+2     | Rapport                      |         |                 | Spectateurs : 2 600 Arbitrage : Selim Jedidi | Spectateurs : 2 600 Arbitrage : Selim Jedidi |

### Groupe B
| Rang | Équipe   | Pts | J | G | N | P | Bp | Bc | Diff |
| ---- | -------- | --- | - | - | - | - | -- | -- | ---- |
| 1    | Ghana    | 7   | 3 | 2 | 1 | 0 | 6  | 2  | +4   |
| 2    | Mali     | 4   | 3 | 1 | 1 | 1 | 2  | 2  | 0    |
| 3    | RD Congo | 3   | 3 | 0 | 3 | 0 | 3  | 3  | 0    |
| 4    | Niger    | 1   | 3 | 0 | 1 | 2 | 0  | 4  | -4   |

Les Black Stars concèdent un nul prolifique face au Congo, tandis que le Mali bat le Niger. Ensuite, le Mali est battu par le Ghana, tandis que le Niger, toujours aussi stérile devant le but adverse, ne doit son point qu'à l'absence de buts pour le Congo. Le Congo concède un troisième nul et est éliminé sans avoir perdu, tandis que le Ghana s'adjuge la première place après sa victoire sur le Niger, qui quittera l'Afrique du Sud sans avoir marqué. Le Ghana est rejoint par le Mali.
1re journée
| 20 janvier 2013 | Ghana                           | 2 - 2   | RD Congo                       | Stade de Nelson Mandela Bay, Port Elizabeth    |                                                |
| 17:00 UTC+2     | Agyemang-Badu 40e · Asamoah 49e | (1 - 0) | 53e Mputu · 69e (pen.) Mbokani | Spectateurs : 7 980 Arbitrage : Daniel Bennett | Spectateurs : 7 980 Arbitrage : Daniel Bennett |
| 17:00 UTC+2     | Rapport                         |         |                                | Spectateurs : 7 980 Arbitrage : Daniel Bennett | Spectateurs : 7 980 Arbitrage : Daniel Bennett |

| 20 janvier 2013 | Mali      | 1 - 0   | Niger | Stade de Nelson Mandela Bay, Port Elizabeth   |                                               |
| 20:00 UTC+2     | Keita 84e | (0 - 0) |       | Spectateurs : 20 000 Arbitrage : Selim Jedidi | Spectateurs : 20 000 Arbitrage : Selim Jedidi |
| 20:00 UTC+2     | Rapport   |         |       | Spectateurs : 20 000 Arbitrage : Selim Jedidi | Spectateurs : 20 000 Arbitrage : Selim Jedidi |

2e journée
| 24 janvier 2013 | Ghana             | 1 - 0   | Mali | Stade de Nelson Mandela Bay, Port Elizabeth            |                                                        |
| 17:00 UTC+2     | Wakaso 38e (pen.) | (1 - 0) |      | Spectateurs : 8 000 Arbitrage : Désiré Doué Noumandiez | Spectateurs : 8 000 Arbitrage : Désiré Doué Noumandiez |
| 17:00 UTC+2     | Rapport           |         |      | Spectateurs : 8 000 Arbitrage : Désiré Doué Noumandiez | Spectateurs : 8 000 Arbitrage : Désiré Doué Noumandiez |

| 24 janvier 2013 | Niger   | 0 - 0   | RD Congo | Stade de Nelson Mandela Bay, Port Elizabeth         |                                                     |
| 20:00 UTC+2     |         | (0 - 0) |          | Spectateurs : 12 000 Arbitrage : Bouchaïb El Ahrach | Spectateurs : 12 000 Arbitrage : Bouchaïb El Ahrach |
| 20:00 UTC+2     | Rapport |         |          | Spectateurs : 12 000 Arbitrage : Bouchaïb El Ahrach | Spectateurs : 12 000 Arbitrage : Bouchaïb El Ahrach |

3e journée
| 28 janvier 2013 | Niger   | 0 - 3   | Ghana                         | Stade de Nelson Mandela Bay, Port Elizabeth    |                                                |
| 19:00 UTC+2     |         | (0 - 2) | 6e Gyan · 23e Atsu · 49e Boye | Spectateurs : 10 000 Arbitrage : Badara Diatta | Spectateurs : 10 000 Arbitrage : Badara Diatta |
| 19:00 UTC+2     | Rapport |         |                               | Spectateurs : 10 000 Arbitrage : Badara Diatta | Spectateurs : 10 000 Arbitrage : Badara Diatta |

| 28 janvier 2013 | Mali        | 1 -1    | RD Congo          | Stade Moses-Mabhida, Durban                     |                                                 |
| 19:00 UTC+2     | Samassa 14e | (1 - 1) | 3e (pen.) Mbokani | Spectateurs : 8 000 Arbitrage : Djamel Haimoudi | Spectateurs : 8 000 Arbitrage : Djamel Haimoudi |
| 19:00 UTC+2     | Rapport     |         |                   | Spectateurs : 8 000 Arbitrage : Djamel Haimoudi | Spectateurs : 8 000 Arbitrage : Djamel Haimoudi |

### Groupe C
| Rang | Équipe       | Pts | J | G | N | P | Bp | Bc | Diff |
| ---- | ------------ | --- | - | - | - | - | -- | -- | ---- |
| 1    | Burkina Faso | 5   | 3 | 1 | 2 | 0 | 5  | 1  | +4   |
| 2    | Nigeria      | 5   | 3 | 1 | 2 | 0 | 4  | 2  | +2   |
| 3    | Zambie       | 3   | 3 | 0 | 3 | 0 | 2  | 2  | 0    |
| 4    | Éthiopie     | 1   | 3 | 0 | 1 | 2 | 1  | 7  | -6   |

Après le Maroc et le Congo, c'est la Zambie, championne d'Afrique en titre, qui quitte la compétition au 1er tour mais invaincue. Tout comme les deux premiers pays, elle concédera trois nuls, alors qu'on la voyait défendre plus chèrement son titre. Les burkinabés et les nigérians feront match nul ensemble avant de faire un autre nul séparément puis une victoire pour accéder aux quarts de finale.
1re journée
| 21 janvier 2013 | Zambie        | 1 - 1   | Éthiopie   | Stade Mbombela, Nelspruit                          |                                                    |
| 17:00 UTC+2     | Mbesuma 45+3e | (1 - 0) | 65e Girma  | Spectateurs : 5 630 Arbitrage : Eric Otogo-Castane | Spectateurs : 5 630 Arbitrage : Eric Otogo-Castane |
| 17:00 UTC+2     |               | Rapport | 36e Tassew | Spectateurs : 5 630 Arbitrage : Eric Otogo-Castane | Spectateurs : 5 630 Arbitrage : Eric Otogo-Castane |

| 21 janvier 2013 | Nigeria          | 1 - 1   | Burkina Faso    | Stade Mbombela, Nelspruit                       |                                                 |
| 20:00 UTC+2     | Emenike 22e      | (1 - 0) | A. Traoré 90+4e | Spectateurs : 4 800 Arbitrage : Mohamed Benouza | Spectateurs : 4 800 Arbitrage : Mohamed Benouza |
| 20:00 UTC+2     | Ambrose 38e, 74e | Rapport |                 | Spectateurs : 4 800 Arbitrage : Mohamed Benouza | Spectateurs : 4 800 Arbitrage : Mohamed Benouza |

2e journée
| 25 janvier 2013 | Zambie            | 1 - 1   | Nigeria     | Stade Mbombela, Nelspruit                     |                                               |
| 17:00 UTC+2     | Mweene 85e (pen.) | (0 - 0) | Emenike 57e | Spectateurs : 25 000 Arbitrage : Gehad Grisha | Spectateurs : 25 000 Arbitrage : Gehad Grisha |
| 17:00 UTC+2     | Rapport           |         |             | Spectateurs : 25 000 Arbitrage : Gehad Grisha | Spectateurs : 25 000 Arbitrage : Gehad Grisha |

| 25 janvier 2013 | Burkina Faso                                     | 4 - 0   | Éthiopie | Stade Mbombela, Nelspruit                        |                                                  |
| 20:00 UTC+2     | A. Traoré 34e 74e · D. Koné 79e · Pitroipa 90+5e | (1 - 0) |          | Spectateurs : 35 000 Arbitrage : Bernard Camille | Spectateurs : 35 000 Arbitrage : Bernard Camille |
| 20:00 UTC+2     | Soulama 60e                                      | Rapport |          | Spectateurs : 35 000 Arbitrage : Bernard Camille | Spectateurs : 35 000 Arbitrage : Bernard Camille |

3e journée
| 29 janvier 2013 | Burkina Faso | 0 - 0 | Zambie | Stade Mbombela, Nelspruit                    |                                              |
| 19:00 UTC+2     |              |       |        | Spectateurs : 8 000 Arbitrage : Alioum Néant | Spectateurs : 8 000 Arbitrage : Alioum Néant |
| 19:00 UTC+2     | Rapport      |       |        | Spectateurs : 8 000 Arbitrage : Alioum Néant | Spectateurs : 8 000 Arbitrage : Alioum Néant |

| 29 janvier 2013 | Éthiopie  | 0 - 2   | Nigeria                     | Stade Royal Bafokeng, Rustenburg                    |                                                     |
| 19:00 UTC+2     |           | (0 - 0) | Moses 80e (pen.) 90e (pen.) | Spectateurs : 15 000 Arbitrage : Bouchaïb El Ahrach | Spectateurs : 15 000 Arbitrage : Bouchaïb El Ahrach |
| 19:00 UTC+2     | Sisay 85e | Rapport |                             | Spectateurs : 15 000 Arbitrage : Bouchaïb El Ahrach | Spectateurs : 15 000 Arbitrage : Bouchaïb El Ahrach |

### Groupe D
| Rang | Équipe        | Pts | J | G | N | P | Bp | Bc | Diff |
| ---- | ------------- | --- | - | - | - | - | -- | -- | ---- |
| 1    | Côte d'Ivoire | 7   | 3 | 2 | 1 | 0 | 7  | 3  | +4   |
| 2    | Togo          | 4   | 3 | 1 | 1 | 1 | 4  | 3  | +1   |
| 3    | Tunisie       | 4   | 3 | 1 | 1 | 1 | 2  | 4  | -2   |
| 4    | Algérie       | 1   | 3 | 0 | 1 | 2 | 2  | 5  | -3   |

Les Éléphants, emmenés par Didier Drogba, termineront premiers avec 2 victoires et 1 nul. L'Algérie, déjà éliminée au moment de jouer le troisième match de poule, arrache le seul nul des ivoiriens, pour rien. Avec une victoire, un nul et une défaite, les togolais et les tunisiens sont à égalité de points, mais ce sont les premiers qui rejoindront la Côte d'Ivoire en quarts de finale, grâce à une meilleure différence de buts.
1re journée
| 22 janvier 2013 | Côte d'Ivoire              | 2 - 1   | Togo           | Stade Royal Bafokeng, Rustenburg              |                                               |
| 17:00 UTC+2     | Y. Touré 8e · Gervinho 88e | (1 - 1) | J. Ayité 45+2e | Spectateurs : 11 110 Arbitrage : Alioum Néant | Spectateurs : 11 110 Arbitrage : Alioum Néant |
| 17:00 UTC+2     | Rapport                    |         |                | Spectateurs : 11 110 Arbitrage : Alioum Néant | Spectateurs : 11 110 Arbitrage : Alioum Néant |

| 22 janvier 2013 | Tunisie      | 1 - 0   | Algérie | Stade Royal Bafokeng, Rustenburg                |                                                 |
| 20:00 UTC+2     | Msakni 90+1e | (0 - 0) |         | Spectateurs : 20 000 Arbitrage : Bakary Gassama | Spectateurs : 20 000 Arbitrage : Bakary Gassama |
| 20:00 UTC+2     | Rapport      |         |         | Spectateurs : 20 000 Arbitrage : Bakary Gassama | Spectateurs : 20 000 Arbitrage : Bakary Gassama |

2e journée
| 26 janvier 2013 | Côte d'Ivoire                              | 3 - 0   | Tunisie | Stade Royal Bafokeng, Rustenburg                         |                                                          |
| 17:00 UTC+2     | Gervinho 21e · Y. Touré 87e · Ya Konan 90e | (1 - 0) |         | Spectateurs : 20 000 Arbitrage : Rajindraparsad Seechurn | Spectateurs : 20 000 Arbitrage : Rajindraparsad Seechurn |
| 17:00 UTC+2     | Rapport                                    |         |         | Spectateurs : 20 000 Arbitrage : Rajindraparsad Seechurn | Spectateurs : 20 000 Arbitrage : Rajindraparsad Seechurn |

| 26 janvier 2013 | Algérie | 0 - 2   | Togo                      | Stade Royal Bafokeng, Rustenburg                     |                                                      |
| 20:00 UTC+2     |         | (0 - 1) | Adebayor 32e · Wome 90+4e | Spectateurs : 35 000 Arbitrage : Hamada Nampiandraza | Spectateurs : 35 000 Arbitrage : Hamada Nampiandraza |
| 20:00 UTC+2     | Rapport |         |                           | Spectateurs : 35 000 Arbitrage : Hamada Nampiandraza | Spectateurs : 35 000 Arbitrage : Hamada Nampiandraza |

3e journée
| 30 janvier 2013 | Algérie                           | 2 - 2   | Côte d'Ivoire         | Stade Royal Bafokeng, Rustenburg                   |                                                    |
| 19:00 UTC+2     | Feghouli 64e (pen.) · Soudani 70e | (0 - 0) | Drogba 77e · Bony 81e | Spectateurs : 5 000 Arbitrage : Eric Otogo-Castane | Spectateurs : 5 000 Arbitrage : Eric Otogo-Castane |
| 19:00 UTC+2     | Rapport                           |         |                       | Spectateurs : 5 000 Arbitrage : Eric Otogo-Castane | Spectateurs : 5 000 Arbitrage : Eric Otogo-Castane |

| 30 janvier 2013 | Togo      | 1 - 1   | Tunisie            | Stade Mbombela, Nelspruit                      |                                                |
| 19:00 UTC+2     | Gakpé 13e | (1 - 1) | Mouelhi 30e (pen.) | Spectateurs : 7 500 Arbitrage : Daniel Bennett | Spectateurs : 7 500 Arbitrage : Daniel Bennett |
| 19:00 UTC+2     | Rapport   |         |                    | Spectateurs : 7 500 Arbitrage : Daniel Bennett | Spectateurs : 7 500 Arbitrage : Daniel Bennett |

## Phase à élimination directe
|  | Quarts de finale                    | Quarts de finale              | Quarts de finale                 | Quarts de finale              |              |              | Demi-finales                | Demi-finales                | Demi-finales                        | Demi-finales                        |                                     |                                     | Finale                             | Finale                             | Finale                             | Finale                             |
|  |                                     |                               |                                  |                               |              |              |                             |                             |                                     |                                     |                                     |                                     |                                    |                                    |                                    |                                    |
|  | 2 février 2013, 20h30, Durban       | 2 février 2013, 20h30, Durban | 2 février 2013, 20h30, Durban    | 2 février 2013, 20h30, Durban |              |              | 6 février 2013, 17h, Durban | 6 février 2013, 17h, Durban | 6 février 2013, 17h, Durban         | 6 février 2013, 17h, Durban         |                                     |                                     | 10 février 2013, 20h, Johannesburg | 10 février 2013, 20h, Johannesburg | 10 février 2013, 20h, Johannesburg | 10 février 2013, 20h, Johannesburg |
|  | 2 février 2013, 20h30, Durban       | 2 février 2013, 20h30, Durban | 2 février 2013, 20h30, Durban    | 2 février 2013, 20h30, Durban |              |              | 6 février 2013, 17h, Durban | 6 février 2013, 17h, Durban | 6 février 2013, 17h, Durban         | 6 février 2013, 17h, Durban         |                                     |                                     | 10 février 2013, 20h, Johannesburg | 10 février 2013, 20h, Johannesburg | 10 février 2013, 20h, Johannesburg | 10 février 2013, 20h, Johannesburg |
|  | Afrique du Sud                      | Afrique du Sud                | 1ap (1)                          | 1ap (1)                       |              |              | 6 février 2013, 17h, Durban | 6 février 2013, 17h, Durban | 6 février 2013, 17h, Durban         | 6 février 2013, 17h, Durban         |                                     |                                     | 10 février 2013, 20h, Johannesburg | 10 février 2013, 20h, Johannesburg | 10 février 2013, 20h, Johannesburg | 10 février 2013, 20h, Johannesburg |
|  | Afrique du Sud                      | Afrique du Sud                | 1ap (1)                          | 1ap (1)                       |              |              | 6 février 2013, 17h, Durban | 6 février 2013, 17h, Durban | 6 février 2013, 17h, Durban         | 6 février 2013, 17h, Durban         |                                     |                                     | 10 février 2013, 20h, Johannesburg | 10 février 2013, 20h, Johannesburg | 10 février 2013, 20h, Johannesburg | 10 février 2013, 20h, Johannesburg |
|  | Mali                                | Mali                          | 1 tab(3)                         | 1 tab(3)                      |              |              | 6 février 2013, 17h, Durban | 6 février 2013, 17h, Durban | 6 février 2013, 17h, Durban         | 6 février 2013, 17h, Durban         |                                     |                                     | 10 février 2013, 20h, Johannesburg | 10 février 2013, 20h, Johannesburg | 10 février 2013, 20h, Johannesburg | 10 février 2013, 20h, Johannesburg |
|  | Mali                                | Mali                          | 1 tab(3)                         | 1 tab(3)                      | Mali         | Mali         | 1                           | 1                           |                                     |                                     |                                     |                                     | 10 février 2013, 20h, Johannesburg | 10 février 2013, 20h, Johannesburg | 10 février 2013, 20h, Johannesburg | 10 février 2013, 20h, Johannesburg |
|  | 3 février 2013, 17h, Rustenburg     |                               |                                  |                               | Mali         | Mali         | 1                           | 1                           |                                     |                                     |                                     |                                     | 10 février 2013, 20h, Johannesburg | 10 février 2013, 20h, Johannesburg | 10 février 2013, 20h, Johannesburg | 10 février 2013, 20h, Johannesburg |
|  |                                     |                               | Nigeria                          | Nigeria                       | 4            | 4            |                             |                             |                                     |                                     |                                     |                                     | 10 février 2013, 20h, Johannesburg | 10 février 2013, 20h, Johannesburg | 10 février 2013, 20h, Johannesburg | 10 février 2013, 20h, Johannesburg |
|  | Côte d'Ivoire                       | Côte d'Ivoire                 | Nigeria                          | Nigeria                       | 4            | 4            | 1                           | 1                           |                                     |                                     |                                     |                                     | 10 février 2013, 20h, Johannesburg | 10 février 2013, 20h, Johannesburg | 10 février 2013, 20h, Johannesburg | 10 février 2013, 20h, Johannesburg |
|  | Côte d'Ivoire                       | Côte d'Ivoire                 | 6 février 2013, 20h30, Nelspruit |                               |              |              | 1                           | 1                           |                                     |                                     |                                     |                                     | 10 février 2013, 20h, Johannesburg | 10 février 2013, 20h, Johannesburg | 10 février 2013, 20h, Johannesburg | 10 février 2013, 20h, Johannesburg |
|  | Nigeria                             | Nigeria                       | 2                                | 2                             |              |              |                             |                             |                                     |                                     |                                     |                                     | 10 février 2013, 20h, Johannesburg | 10 février 2013, 20h, Johannesburg | 10 février 2013, 20h, Johannesburg | 10 février 2013, 20h, Johannesburg |
|  | Nigeria                             | Nigeria                       | 2                                | 2                             | Nigeria      | Nigeria      | 1                           | 1                           |                                     |                                     |                                     |                                     |                                    |                                    |                                    |                                    |
|  | 3 février 2013, 20h30, Nelspruit    |                               |                                  |                               | Nigeria      | Nigeria      | 1                           | 1                           |                                     |                                     |                                     |                                     |                                    |                                    |                                    |                                    |
|  |                                     |                               | Burkina Faso                     | Burkina Faso                  | 0            | 0            |                             |                             |                                     |                                     |                                     |                                     |                                    |                                    |                                    |                                    |
|  | Burkina Faso                        | Burkina Faso                  | Burkina Faso                     | Burkina Faso                  | 0            | 0            | 1 ap                        | 1 ap                        |                                     |                                     |                                     |                                     |                                    |                                    |                                    |                                    |
|  | Burkina Faso                        | Burkina Faso                  |                                  |                               |              |              |                             |                             |                                     |                                     |                                     |                                     |                                    |                                    |                                    |                                    |
|  | Togo                                | Togo                          | 0                                | 0                             |              |              |                             |                             |                                     |                                     |                                     |                                     |                                    |                                    |                                    |                                    |
|  | Togo                                | Togo                          | 0                                | 0                             | Burkina Faso | Burkina Faso | 1ap (3)                     | 1ap (3)                     | Match pour la troisième place       | Match pour la troisième place       | Match pour la troisième place       | Match pour la troisième place       |                                    |                                    |                                    |                                    |
|  | 2 février 2013, 17h, Port Elizabeth |                               |                                  |                               | Burkina Faso | Burkina Faso | 1ap (3)                     | 1ap (3)                     | Match pour la troisième place       | Match pour la troisième place       | Match pour la troisième place       | Match pour la troisième place       |                                    |                                    |                                    |                                    |
|  |                                     |                               | Ghana                            | Ghana                         | 1 tab(2)     | 1 tab(2)     |                             |                             | 9 février 2013, 20h, Port Elizabeth | 9 février 2013, 20h, Port Elizabeth | 9 février 2013, 20h, Port Elizabeth | 9 février 2013, 20h, Port Elizabeth |                                    |                                    |                                    |                                    |
|  | Ghana                               | Ghana                         | Ghana                            | Ghana                         | 1 tab(2)     | 1 tab(2)     | 2                           | 2                           | 9 février 2013, 20h, Port Elizabeth | 9 février 2013, 20h, Port Elizabeth | 9 février 2013, 20h, Port Elizabeth | 9 février 2013, 20h, Port Elizabeth |                                    |                                    |                                    |                                    |
|  | Ghana                               | Ghana                         |                                  |                               |              |              |                             | 2                           |                                     |                                     | Mali                                | Mali                                | 3                                  | 3                                  |                                    |                                    |
|  | Cap-Vert                            | Cap-Vert                      | 0                                | 0                             |              |              |                             |                             |                                     |                                     | Mali                                | Mali                                | 3                                  | 3                                  |                                    |                                    |
|  | Cap-Vert                            | Cap-Vert                      | 0                                | 0                             | Ghana        | Ghana        | 1                           | 1                           |                                     |                                     |                                     |                                     |                                    |                                    |                                    |                                    |
|  |                                     |                               |                                  |                               |              |              |                             |                             |                                     |                                     |                                     |                                     |                                    |                                    |                                    |                                    |

### Quarts de finale
Après une première expérience réussie avec leur qualification pour les quarts, les seuls néophytes de la CAN 2013 sont éliminés par les ghanéens, plus expérimentés en matière de grands rendez-vous.
| 2 février 2013 | Ghana                 | 2 - 0   | Cap-Vert | Nelson Mandela Bay Stadium, Port Elizabeth              |                                                         |
| 17:00 UTC+2    | Wakaso 54e (pen.) 90e | (0 - 0) |          | Spectateurs : 8 000 Arbitrage : Rajindraparsad Seechurn | Spectateurs : 8 000 Arbitrage : Rajindraparsad Seechurn |
| 17:00 UTC+2    | Rapport               |         |          | Spectateurs : 8 000 Arbitrage : Rajindraparsad Seechurn | Spectateurs : 8 000 Arbitrage : Rajindraparsad Seechurn |

Les hôtes sont éliminés par les Maliens aux tirs au but. Ce sera la seule séance de tirs au but de la compétition, et l'une des deux prolongations. Les Bafana Bafana ne réussissent qu'un tir, alors que les Maliens sont à 100 % de réussite.
| 2 février 2013 | Afrique du Sud                          | 1 - 1 a. p.     | Mali                            | Moses Mabhida Stadium, Durban                 |                                               |
| 20:30 UTC+2    | Rantie 31e                              | (1 - 0)         | Keita 58e                       | Spectateurs : 45 000 Arbitrage : Alioum Néant | Spectateurs : 45 000 Arbitrage : Alioum Néant |
| 20:30 UTC+2    | Rapport                                 |                 |                                 | Spectateurs : 45 000 Arbitrage : Alioum Néant | Spectateurs : 45 000 Arbitrage : Alioum Néant |
| 20:30 UTC+2    | Tshabalala · Furman · Mahlangu · Majoro | Tirs au but 1-3 | Diabaté · Tamboura · Ma. Traore | Spectateurs : 45 000 Arbitrage : Alioum Néant | Spectateurs : 45 000 Arbitrage : Alioum Néant |

Les Éléphants sont éliminés en quarts par les Super Eagles sur le score de 2-1.
| 3 février 2013 | Côte d'Ivoire | 1 - 2   | Nigeria               | Royal Bafokeng Stadium, Rustenburg               |                                                  |
| 17:00 UTC+2    | Tioté 50e     | (0 - 1) | Emenike 43e · Mba 78e | Spectateurs : 25 000 Arbitrage : Djamel Haimoudi | Spectateurs : 25 000 Arbitrage : Djamel Haimoudi |
| 17:00 UTC+2    | Rapport       |         |                       | Spectateurs : 25 000 Arbitrage : Djamel Haimoudi | Spectateurs : 25 000 Arbitrage : Djamel Haimoudi |

Après prolongation, les Étalons éliminent les togolais, et accèdent pour la deuxième fois aux demi-finales de la CAN.
| 3 février 2013 | Burkina Faso  | 1 - 0 a. p. | Togo | Mbombela Stadium, Nelspruit                    |                                                |
| 20:30 UTC+2    | Pitroipa 105e | (0 - 0)     |      | Spectateurs : 27 000 Arbitrage : Badara Diatta | Spectateurs : 27 000 Arbitrage : Badara Diatta |
| 20:30 UTC+2    | Rapport       |             |      | Spectateurs : 27 000 Arbitrage : Badara Diatta | Spectateurs : 27 000 Arbitrage : Badara Diatta |

### Demi-finales
Les Super Eagles accèdent à la finale en corrigeant les maliens par trois buts d'écart.
| 6 février 2013 | Mali          | 1 - 4   | Nigeria                                            | Moses Mabhida Stadium, Durban                   |                                                 |
| 17:00 UTC+2    | C. Diarra 75e | (0 - 3) | 25e Echiejile · 30e Ideye · 44e Emenike · 60e Musa | Spectateurs : 54 000 Arbitrage : Bakary Gassama | Spectateurs : 54 000 Arbitrage : Bakary Gassama |
| 17:00 UTC+2    | Rapport       |         |                                                    | Spectateurs : 54 000 Arbitrage : Bakary Gassama | Spectateurs : 54 000 Arbitrage : Bakary Gassama |

Les Black Stars, grands favoris de ce match par leur expérience, sont éliminés aux tirs au but par les Étalons, qui accèdent pour la première fois à une finale continentale.
| 6 février 2013 | Burkina Faso                            | 1 - 1 a. p.     | Ghana                                  | Mbombela Stadium, Nelspruit                   |                                               |
| 20:30 UTC+2    | A. Bancé 60e                            | (0 - 1)         | M. Wakaso 13e                          | Spectateurs : 30 000 Arbitrage : Selim Jedidi | Spectateurs : 30 000 Arbitrage : Selim Jedidi |
| 20:30 UTC+2    | Rapport                                 |                 |                                        | Spectateurs : 30 000 Arbitrage : Selim Jedidi | Spectateurs : 30 000 Arbitrage : Selim Jedidi |
| 20:30 UTC+2    | Koné · H. Traoré · Koulibaly · A. Bancé | Tirs au but 3-2 | Vorsah · Atsu · Afful · Clottey · Badu | Spectateurs : 30 000 Arbitrage : Selim Jedidi | Spectateurs : 30 000 Arbitrage : Selim Jedidi |

### Match pour la troisième place
Le Mali décroche la troisième place aux dépens du Ghana par deux buts d'écart. Les Black Stars auront tout de même dans leurs rangs l'un des deux meilleurs buteurs de la compétition.
| 9 février 2013 | Mali                                         | 3 - 1   | Ghana       | Nelson Mandela Bay Stadium, Port Elizabeth         |                                                    |
| 20:00 UTC+2    | M. Samassa 21e · Keita 48e · S. Diarra 90+4e | (2 - 0) | Asamoah 82e | Spectateurs : 6 000 Arbitrage : Eric Otogo-Castane | Spectateurs : 6 000 Arbitrage : Eric Otogo-Castane |
| 20:00 UTC+2    | Rapport                                      |         |             | Spectateurs : 6 000 Arbitrage : Eric Otogo-Castane | Spectateurs : 6 000 Arbitrage : Eric Otogo-Castane |

### Finale
Déjà vainqueur par le passé, le Nigeria fait parler l'expérience en s'imposant 1-0, et l'un de leurs joueurs sera l'un des deux meilleurs buteurs de cette CAN. Ils sont qualifiés pour la Coupe des Confédérations 2013, au Brésil. Les Étalons obtiennent deux consolations : Pitroipa termine meilleur joueur, et ils réalisent leur meilleure performance dans l'histoire de la CAN.
| 10 février 2013 | Nigeria | 1 - 0   | Burkina Faso | FNB Stadium, Johannesbourg                       |                                                  |
| 20:00 UTC+2     | Mba 40e | (1 - 0) |              | Spectateurs : 85 000 Arbitrage : Djamel Haimoudi | Spectateurs : 85 000 Arbitrage : Djamel Haimoudi |
| 20:00 UTC+2     | Rapport |         |              | Spectateurs : 85 000 Arbitrage : Djamel Haimoudi | Spectateurs : 85 000 Arbitrage : Djamel Haimoudi |

| Nigeria | Burkina Faso |

| NIGERIA :     |    |                        |       |     |
|               |    |                        |       |     |
| GB            | 1  | Vincent Enyeama        |       |     |
| DD            | 5  | Efe Ambrose            |       |     |
| DC            | 22 | Kenneth Omeruo         | 57e   |     |
| DC            | 14 | Godfrey Oboabona       |       |     |
| DG            | 3  | Elderson Uwa Echiejile |       | 66e |
| MC            | 17 | Ogenyi Onazi           | 38e   |     |
| MC            | 10 | John Obi Mikel         | 57e   |     |
| MO            | 19 | Sunday Mba             |       | 89e |
| MD            | 11 | Victor Moses           |       |     |
| MG            | 8  | Brown Ideye            | 90+2e |     |
| AC            | 15 | Ikechukwu Uche         |       | 54e |
| Remplaçants : |    |                        |       |     |
| AC            | 7  | Ahmed Musa             |       | 54e |
| DG            | 21 | Juwon Oshaniwa         | 71e   | 66e |
| DC            | 2  | Joseph Yobo            |       | 89e |
| Entraîneur :  |    |                        |       |     |
| Stephen Keshi |    |                        |       |     |

| BURKINA FASO : |    |                       |     |     |
|                |    |                       |     |     |
| GB             | 1  | Daouda Diakité        |     |     |
| DD             | 5  | Mohamed Koffi         |     |     |
| DC             | 4  | Bakary Koné           |     |     |
| DC             | 8  | Paul Koulibaly        |     | 84e |
| DG             | 12 | Saïdou Panandétiguiri |     |     |
| MC             | 6  | Djakaridja Koné       |     | 90e |
| MC             | 7  | Florent Rouamba       | 33e | 65e |
| MD             | 22 | Préjuce Nakoulma      |     |     |
| MO             | 18 | Charles Kaboré        |     |     |
| MG             | 11 | Jonathan Pitroipa     |     |     |
| AC             | 15 | Aristide Bancé        |     |     |
| Remplaçants :  |    |                       |     |     |
| MO             | 20 | Wilfried Sanou        |     | 65e |
| AC             | 9  | Moumouni Dagano       |     | 84e |
| MO             | 21 | Abdou Razack Traoré   |     | 90e |
| Entraîneur :   |    |                       |     |     |
| Paul Put       |    |                       |     |     |

| Homme du match : John Obi Mikel Prix du fair-play : Bakary Koné Arbitre assistant : Redouane Achik Jean-Claude Birumushahu Quatrième arbitre : Rajindraparsad Seechurn |

## Statistiques et récompenses

### Classement de la compétition
| Classement de la Coupe d'Afrique des nations |                |                         |
| \| Place \| Nation \| Stade de la compétition \| \| ------------------ \| -------------- \| ----------------------- \| \| Médaille d'or \| Nigeria \| Vainqueur \| \| Médaille d'argent \| Burkina Faso \| Finaliste \| \| Médaille de bronze \| Mali \| Demi-finale \| \| 4 \| Ghana \| Demi-finale \| \| 5 \| Côte d'Ivoire \| Quarts de finale \| \| 6 \| Afrique du Sud \| Quarts de finale \| \| 7 \| Cap-Vert \| Quarts de finale \| \| 8 \| Togo \| Quarts de finale \| \| 9 \| Tunisie \| Premier tour \| \| 10 \| Maroc \| Premier tour \| \| 11 \| RD Congo \| Premier tour \| \| 12 \| Zambie \| Premier tour \| \| 13 \| Algérie \| Premier tour \| \| 14 \| Angola \| Premier tour \| \| 15 \| Éthiopie \| Premier tour \| \| 16 \| Niger \| Premier tour \| |                |                         |
| Place | Nation         | Stade de la compétition |
| Médaille d'or | Nigeria        | Vainqueur               |
| Médaille d'argent | Burkina Faso   | Finaliste               |
| Médaille de bronze | Mali           | Demi-finale             |
| 4 | Ghana          | Demi-finale             |
| 5 | Côte d'Ivoire  | Quarts de finale        |
| 6 | Afrique du Sud | Quarts de finale        |
| 7 | Cap-Vert       | Quarts de finale        |
| 8 | Togo           | Quarts de finale        |
| 9 | Tunisie        | Premier tour            |
| 10 | Maroc          | Premier tour            |
| 11 | RD Congo       | Premier tour            |
| 12 | Zambie         | Premier tour            |
| 13 | Algérie        | Premier tour            |
| 14 | Angola         | Premier tour            |
| 15 | Éthiopie       | Premier tour            |
| 16 | Niger          | Premier tour            |

### Classement des buteurs
4 buts
- Emmanuel Emenike
- Wakaso Mubarak

3 buts
| - Alain Traoré - Seydou Keita |

2 buts
| - Dieumerci Mbokani - Gervinho - Yaya Touré | - Mahamadou Samassa - Siyabonga Sangweni - Jonathan Pitroipa | - Asamoah Gyan - Victor Moses - Sunday Mba |

1 but
| - Sofiane Feghouli - El Arbi Hillel Soudani - Djakaridja Koné - Aristide Bancé - Platini - Fernando Varela - Héldon Ramos - Trésor Mputu - Wilfried Bony - Didier Drogba - Cheick Tioté - Didier Ya Konan - Adane Girma | - Emmanuel Agyemang-Badu - Kwadwo Asamoah - Christian Atsu Twasam - John Boye - Issam El Adoua - Youssef El-Arabi - Abdelilah Hafidi - Ahmed Musa - Brown Ideye - Elderson Echiejile - Sigamary Diarra - Cheick Fantamady Diarra | - May Mahlangu - Lehlohonolo Majoro - Tokelo Rantie - Emmanuel Adebayor - Jonathan Ayité - Serge Gakpé - Dové Wome - Khaled Mouelhi - Youssef Msakni - Collins Mbesuma - Kennedy Mweene |

But contre son camp
- Nando (pour l'Angola)

### Passes décisives
Le meilleur passeur du tournoi est  Jonathan Pitroipa avec 3 passes décisives.

### Équipe type du tournoi
| Gardiens        | Défenseurs                                | Milieux                                                    | Attaquants                    |
| --------------- | ----------------------------------------- | ---------------------------------------------------------- | ----------------------------- |
| Vincent Enyeama | Bakary Koné Nando Efe Ambrose Siaka Tiéné | Victor Moses John Obi Mikel Seydou Keita Jonathan Pitroipa | Asamoah Gyan Emmanuel Emenike |

### Récompenses annexes
| Prix                       | Lauréat           |
| -------------------------- | ----------------- |
| Meilleur joueur            | Jonathan Pitroipa |
| Meilleur buteur            | Emmanuel Emenike  |
| Prix du fair-play (Joueur) | Victor Moses      |
| Plus beau but (Joueur)     | Youssef Msakni    |